# Seifengasse 10

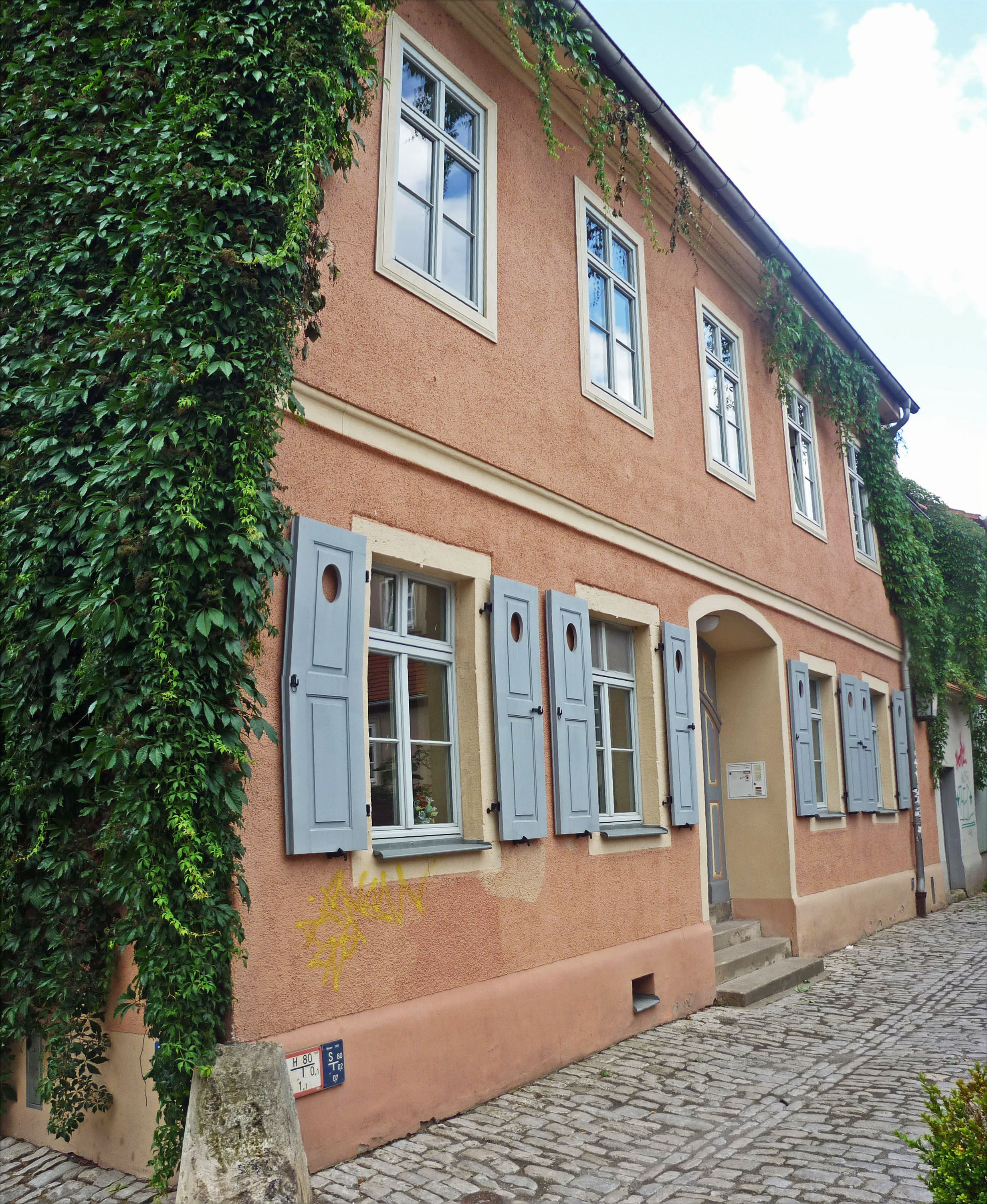
Seifengasse 10

Das Haus Seifengasse 10 in der Altstadt von Weimar ist ein denkmalgeschütztes Wohnhaus. Es steht an der Einmündung einer schmalen Passage zur Ackerwand.

## Geschichte und Beschreibung
Das Gebäude wurde im letzten Drittel des 18. Jahrhunderts an Stelle eines kleineren errichtet, das auf dem Stadtplan von Johannes Wolf (1569/81) noch verzeichnet ist. Das zweigeschossige Haus ist dem Klassizismus zuzurechnen und ein charakteristisches Beispiel für ein Bürgerhaus dieser Zeit. Es hat ein Krüppelwalmdach und ist mit seiner Traufe zur Seifengasse hin ausgerichtet. Der verputzte Bau ist fünfachsig und besteht im Erdgeschoss aus Bruchstein, im Obergeschoss aus Fachwerk. Das Haus reichte bis zur der nördlichen Grenze eines Grundstücks, das ursprünglich bis an die Ackerwand heranreichte. Erst mit der Villa Ackerwand 13 wurde das Grundstück geteilt. Die bauzeitlichen Dispositionen einschließlich des aus zwei Kellern bestehenden Tonnengewölbes und eine klassizistische Ausstattung aus der Zeit von 1820/30 mit den Türen, Dielenfußböden, Wandpaneelen und einfachen Stuckdecken, blieben weitgehend erhalten. Ein Stein an der Ecke zur Passage diente zum Schutz des Gebäudes vor Beschädigungen durch Kutschenreifen. Im Erdgeschoss sind die Fenster mit Fensterläden versehen, das Portal mit einem Flachbogen.